# 오토 슈니빈트
오토 슈니빈트(독일어: Otto Schniewind, 1887년 12월 14일 ~ 1964년 3월 26일)는 독일의 군인이다. 제2차 세계 대전 당시 전쟁해군에서 최종계급 상급제독까지 복무했고 기사십자 철십자장을 수훈했다.

## 생애
1907년 독일 제국해군에 간부후보생으롤 임관하여 제1차 세계 대전 때 어뢰정 정장으로 활동했다. 독일이 영국에 항복한 뒤 발생한 대양함대 자침 사건에 참여하여 영국군에게 체포되었다.
석방된 뒤 바이마르 공화국의 해군인 국가해군에서 복무를 계속했다. 1925년에서 1926년 사이에는 국가방위장관 오토 게슬러의 부관으로 일했다. 1932년 경순양함 쾰른의 함장이 되었고 1934년 참모장교로 보직이 변경되었다. 1937년 후방제독(1성장군)이 되었고 1940년 부제독(2성장군)이 되었다.
1938년에서 1941년 사이에 해전지휘부 참모장을 역임했다. 전함 비스마르크가 침몰한 뒤 배와 함께 사망한 귄터 뤼첸스의 후임 함대장으로 임명되었다. 1943년 슈니빈트는 북부해군집단지휘관으로 임명되었다. 1944년 3월 1일 상급제독(4성장군)으로 승진하였다. 7월 30일 보직해임되었고 전쟁이 끝날 때까지 다른 보직이 주어지지 않았다.
전쟁이 끝난 뒤 베저위붕 작전의 책임소재를 두고 뉘른베르크 재판의 열두 번째 부차재판인 국방군 최고사령부 재판에 기소되었으나 무혐의 석방되었다. 1949녀넹서 1952년 사이에는 브레머바펜에서 해군사연구진에 참여했다.

## 참고 문헌
- Dörr, Manfred (1996). 《Die Ritterkreuzträger der Überwasserstreitkräfte der Kriegsmarine—Band 2: L–Z》 [The Knight's Cross Bearers of the Surface Forces of the Navy—Volume 2: L–Z] (독일어). Osnabrück, Germany: Biblio Verlag. ISBN 978-3-7648-2497-6.
- Fellgiebel, Walther-Peer (2000) [1986]. 《Die Träger des Ritterkreuzes des Eisernen Kreuzes 1939–1945 — Die Inhaber der höchsten Auszeichnung des Zweiten Weltkrieges aller Wehrmachtteile》 [The Bearers of the Knight's Cross of the Iron Cross 1939–1945 — The Owners of the Highest Award of the Second World War of all Wehrmacht Branches] (독일어). Friedberg, Germany: Podzun-Pallas. ISBN 978-3-7909-0284-6.
- Nietrug, Gerd (2004). 《Die Ritterkreuzträger des Saarlandes 1939 – 1945》 [The Knight's Cross Bearers of the Saarland 1939 – 1945] (독일어). Zweibrücken, Germany: VDM Nickel. ISBN 978-3-925480-93-5.
- Range, Clemens (1974). 《Die Ritterkreuzträger der Kriegsmarine》 [The Knight's Cross Bearers of the Navy]. Stuttgart, Germany: Motorbuch Verlag. ISBN 978-3-87943-355-1.
- Scherzer, Veit (2007). 《Die Ritterkreuzträger 1939–1945 Die Inhaber des Ritterkreuzes des Eisernen Kreuzes 1939 von Heer, Luftwaffe, Kriegsmarine, Waffen-SS, Volkssturm sowie mit Deutschland verbündeter Streitkräfte nach den Unterlagen des Bundesarchives》 [The Knight's Cross Bearers 1939–1945 The Holders of the Knight's Cross of the Iron Cross 1939 by Army, Air Force, Navy, Waffen-SS, Volkssturm and Allied Forces with Germany According to the Documents of the Federal Archives] (독일어). Jena, Germany: Scherzers Miltaer-Verlag. ISBN 978-3-938845-17-2.

| 전임 부제독 귄터 구제 | 제2대 해전지휘부 참모장 1938년 10월 – 1941년 6월 10일 | 후임 제독 쿠르트 프리케 |

| 전임 제독 귄터 뤼첸스 | 제6대 전쟁해군 함대장 1938년 10월 – 1941년 6월 10일 | 후임 제독 쿠르트 프리케 |

| 전임 상급제독 롤프 카를스 | 제2대 북부해군집단지휘관 1943년 3월 2일 – 1944년 7월 30일 | 후임 (폐지) |